# Delia fabricii
Delia fabricii este o specie de muște din genul Delia, familia Anthomyiidae. A fost descrisă pentru prima dată de Holmgren în anul 1872. Conform Catalogue of Life specia Delia fabricii nu are subspecii cunoscute.